# پرچم‌های ایالت‌های آمریکا

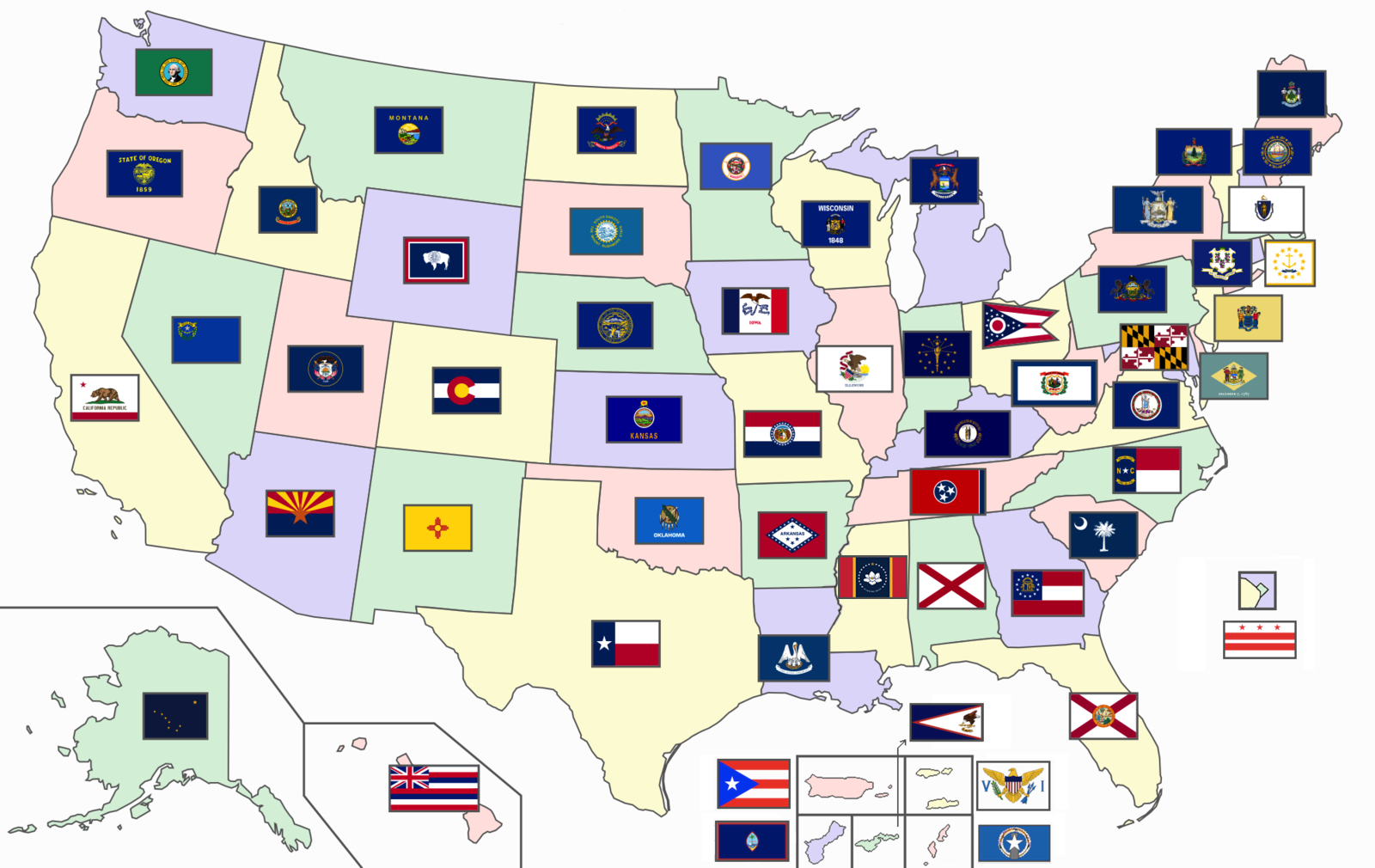
نقشه نشان‌دهنده پرچم‌های ۵۰ ایالت ایالات متحده، پنج قلمرو و ناحیه پایتخت، واشینگتن، دی.سی. می‌باشد.

پرچم‌های ایالات، پنج قلمرو و ناحیه کلمبیا (واشینگتن، دی.سی.) ایالات متحده آمریکا تأثیرات منطقه‌ای و تاریخ‌های محلی و همچنین سبک‌ها و اصول طراحی متفاوتی را به نمایش می‌گذارند. تاریخ پرچم‌های ایالتی ایالات متحده به اوایل قرن بیستم می‌رسد، زمانی که ایالت‌ها نمادهای متمایزی را برای نمایشگاه جهانی کلمبیایی سال ۱۸۹۳ در شیکاگو، ایلینوی در نظر گرفتند. بیشتر پرچم‌های ایالتی بین سال‌های ۱۸۹۳ و جنگ جهانی اول طراحی و به تصویب رسید.
جدیدترین پرچم ایالتی که اخیراً پذیرفته شده، پرچم می‌سی‌سی‌پی است که در ۱۱ ژانویه ۲۰۲۱ به تصویب رسیده است، در حالی که جدیدترین پرچم سرزمینی که اخیراً به تصویب رسیده پرچم جزایر ماریانای شمالی است که در ۱ ژوئیه ۱۹۸۵ به تصویب رسید. پرچم ناحیه کلمبیا در سال ۱۹۳۸ تصویب شد. قوانین اخیر در یوتا (۲۰۱۸–۲۱) و ماساچوست  گ(۲۰۲۱) فرآیند طراحی مجدد پرچم‌های ایالتی را آغاز کرده است.
علی‌رغم طرح‌های متنوع، اکثر پرچم‌های ایالت‌ها الگوی طراحی مشابهی دارند که شامل مهر دولتی است که روی پس‌زمینه تک‌رنگ، معمولاً سایه‌ای از آبی، قرار گرفته است. که منبع انتقاد پرچم شناسان است. بر اساس یک نظرسنجی در سال ۲۰۰۱ توسط انجمن پرچم‌شناسی آمریکای شمالی، نیومکزیکو دارای بهترین طراحی پرچم در بین هر ایالت ایالات متحده، قلمرو ایالات متحده، یا استان کانادا است. در حالی که طراحی سوم پرچم جورجیا بدترین رتبه را کسب کرد (که مورد دوم از زمان انجام نظرسنجی تغییر کرده است).

## پرچم‌های ملی

### روند تاریخی طرح‌ها

از ۱۹۶۰ تاکنون
۱۹۶۰ - ۱۹۵۹
۱۹۵۹ - ۱۹۱۲
۱۹۱۲ - ۱۹۰۸